# Boos, Landes
Boos (gaskonsko Bòsc) je naselje in občina v francoskem departmaju Landes regije Akvitanije. Naselje je leta 2009 imelo 308 prebivalcev.

## Geografija
Kraj leži v pokrajini Gaskonji 24 km severno od Daxa.

## Uprava
Občina Boos skupaj s sosednjimi občinami Bégaar, Beylongue, Carcen-Ponson, Laluque, Lesgor, Pontonx-sur-l'Adour, Rion-des-Landes, Saint-Yaguen, Tartas in Villenave sestavlja kanton Tartas-zahod s sedežem v Tartasu. Kanton je sestavni del okrožja Dax.

## Zanimivosti
- cerkev sv. Petra;